# Moa (Indonesien)
Die indonesische Insel Moa (indon. Pulau Moa) gehört zu den Leti-Inseln (Südliche Molukken).

## Geographie
Moa ist die größte der Leti-Inseln. Sie liegt zwischen Leti im Westen und Lakor im Osten. Moa bildet seit dem 20. März 2013 den Kecamatan (Subdistrikt) Pulau Moa (Kabupaten Südwestmolukken, Provinz Maluku) mit dem Hauptort Weet an der Nordküste Moas. Zuvor bildete Moa zusammen mit Lakor den Kecamatan Moa Lakor mit Weet als Hauptort.
Der Kecamatan Pulau Moa teilt sich in die sieben Desa Wakarleli (531 Einwohner 2010), Kaiwatu (758), Pati (Patti, 608), Werwaru (639), Klis (2.109), Tounwawan (2.191) und Moain (241).
Weitere Orte auf Moa sind Pati im Südwesten und Tiakur an der Westküste. Der erst vor kurzem gegründete Ort Tiakur ist Hauptort des Kabupatens der Südwestmolukken.